# Nowaja gaseta
Nowaja gaseta (russisch Новая газета ‚Neue Zeitung‘) ist eine russische, dreimal wöchentlich erscheinende Zeitung, die seit 1993 in Moskau verlegt wird. Sie galt als eines der wenigen verbliebenen unabhängigen Medien in Russland. Am 28. März 2022 stellte die Zeitung im Zusammenhang mit dem russischen Überfall auf die Ukraine 2022 vorläufig ihr Erscheinen ein, um einem drohenden Publikationsverbot zuvorzukommen. Am 6. Mai 2022 erschien in Zusammenarbeit mit einem lettischen Verlag erstmals eine gedruckte Ausgabe der Nowaja gaseta. Europa, die von inzwischen ins Ausland geflohenen Redakteuren von Riga aus betrieben wird.
Fünf Journalisten der Nowaja gaseta wurden seit ihrem Bestehen bis 2021 ermordet, andere aufgrund ihrer Arbeit verletzt. Der Gründer der Zeitung Dmitri Muratow erhielt für seine unabhängige Berichterstattung den Friedensnobelpreis 2021.
Am 5. September 2022 wurde der Nowaja gaseta die Drucklizenz und am 15. September 2022 die Webseitenlizenz von einem Moskauer Gericht entzogen.

## Geschichte

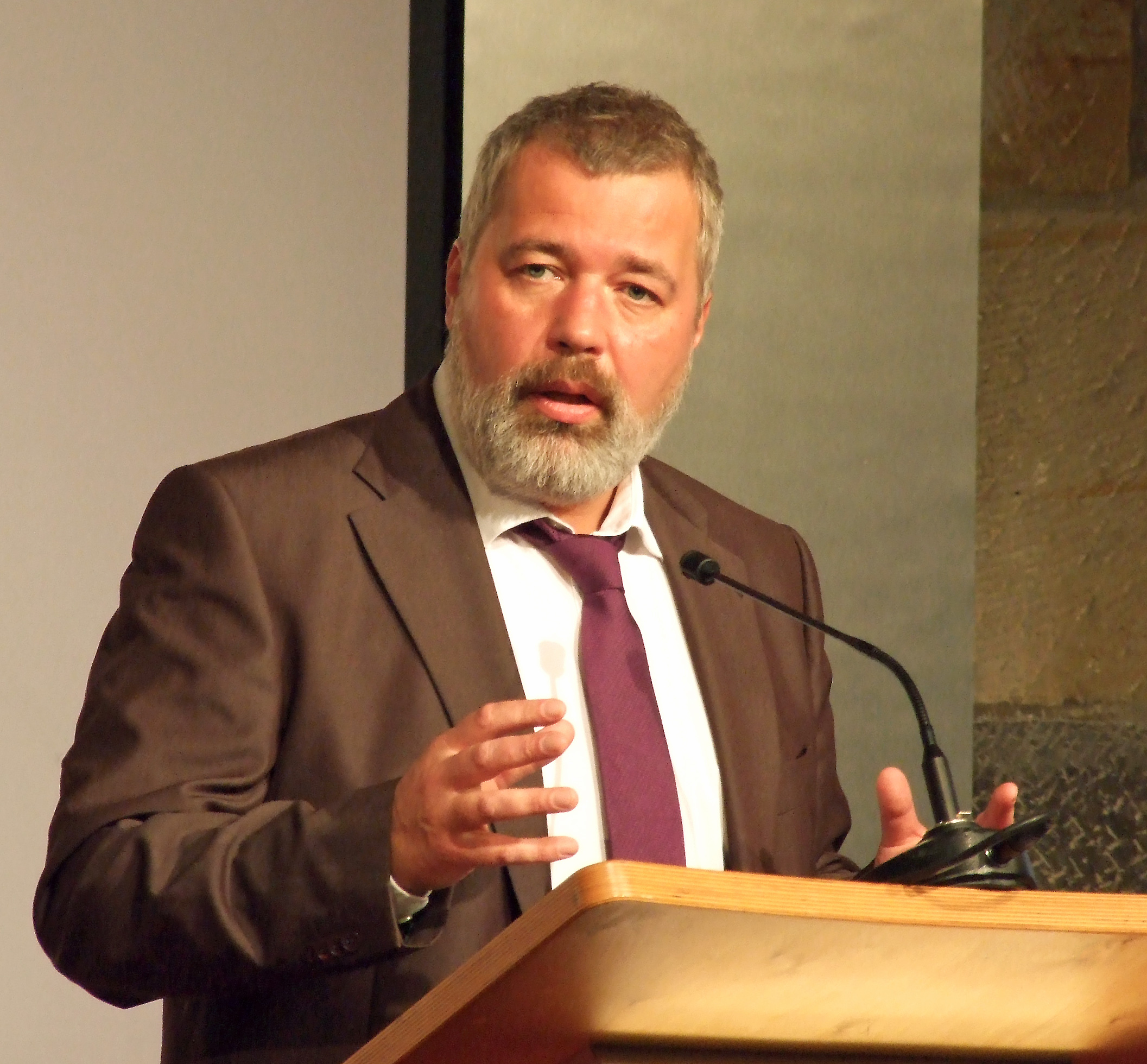
Dmitri Muratow (2012)

Im April 1993 gründete Chefredakteur Dmitri Muratow zusammen mit Kollegen der ehemals sowjetischen Jugendzeitung und heutigen Boulevardzeitung Komsomolskaja Prawda eine der ersten unabhängigen russischen Tageszeitungen. Das Geld für die ersten 20 IBM-Computer stellte Michail Gorbatschow aus seinem erhaltenen Friedensnobelpreis zur Verfügung.
In den 1990er Jahren konnte die Nowaja gaseta die Freilassung von 174 Kriegsgefangenen im Tschetschenienkrieg erwirken.
Aus der Tageszeitung ging 1999 die vorerst zweimal wöchentlich erscheinende Nowaja gaseta hervor.
Im Juni 2006 erwarben Michail Gorbatschow und der Bankier und ehemalige Dumaabgeordnete Alexander Lebedew (zuletzt Partei Gerechtes Russland) gemeinsam 49 Prozent der Anteile an der Nowaja gaseta. Die durch den Verkauf des Anteils eingegangenen Mittel sollten zu einer Erweiterung der Zeitung genutzt werden. 2021 befanden sich 76 Prozent der Zeitung im Besitz der Redaktion selbst, 14 Prozent Alexander Lebedew und 10 Prozent Michail Gorbatschow.
Das unabhängige Projekt Novaya Gazeta Europe startete am 7. April 2022 seinen Twitter- und Youtube-Account. Produziert werden die Inhalte von den im Ausland weilenden bisherigen Journalisten der Nowaja gaseta, Chefredakteur ist der bisherige Politik-Redakteur Kirill Martynow. Aufgrund des faktischen Berufsverbots in Russland und aus Sicherheitsgründen gebe es keine organisatorischen oder personellen Überschneidungen mit der bestehenden Zeitung. Am 20. April folgten auf der Homepage der Europa-Ausgabe die ersten Nachrichten, nachdem dort zuvor ein Countdown angezeigt worden war. Die Redaktion befindet sich in Riga, der Hauptstadt Lettlands. In der Schweiz wurde der Förderverein Friends of Novaya Gazeta Europe gegründet.

## Profil
In der russischen Presselandschaft hebt sich die Nowaja gaseta durch Artikel über Korruption in Russland, organisierte Kriminalität, deren Verbindung zu russischen Amtsträgern sowie ihr Engagement für die Einhaltung der Menschenrechte und eine friedliche Lösung des Tschetschenienkonflikts hervor. Nach Meinung der Deutschen Welle ist die Nowaja gaseta über die Grenzen Russlands bekannt „für investigativen Journalismus unter schwierigsten Rahmenbedingungen“. Im Jahre 2006 berichtete die Zeitung kritisch über den ihrer Ansicht nach von der russischen Regierung gezielt geschürten Hass auf Russen georgischer Abstammung.
Das Komitee zum Schutz von Journalisten hatte schon im Jahr 2007 die Nowaja gaseta als „einzige wirklich kritische Zeitung mit nationaler Reichweite“ in Russland bezeichnet. Im Arte-Themenabend unter dem Titel Putins Propaganda-Krieg wurde die Nowaja gaseta im Jahr 2015 als einzige freie Zeitung in Russland genannt; der Staat kontrolliere alle Medien außer je einem Medium der Gattungen Zeitung, Radio, Fernsehen, wobei der TV-Kanal Doschd durch die Aussperrung aus Kabelnetzen kaum mehr Verbreitung findet.
Die Nowaja gaseta berichtete darüber, dass der damalige Ministerpräsident Putin in seiner Zeit als stellvertretender Bürgermeister von Sankt Petersburg humanitäre Gelder veruntreut habe. Sie behauptete ferner, der Inlandsgeheimdienst FSB habe die Terroranschläge in Moskau auf zwei Wohnhäuser im Jahre 1999 selbst als False-Flag-Operation durchgeführt, um die Tat islamistischen Terroristen anzulasten und einen Anlass für den Beginn des Zweiten Tschetschenienkrieges zu schaffen.

## Redaktion
Während 22 Jahren war Dmitri Muratow Chefredakteur, nachdem er 1995 während einer Reportagereise in Tschetschenien gewählt worden war. Er zählt zu jenen russischen Intellektuellen, die seit der Perestroika für Demokratie und Menschenrechte eintreten. Einige der rund 30 Mitarbeiter des Blattes sind sehr bekannte Journalisten:
- Pawel Felgenhauer, international anerkannter Militärexperte[23]
- Wjatscheslaw Ismailow, ehemaliger Armeeoffizier[23]
- Julia Latynina, Schriftstellerin[23]
- Roman Schlain, Reporter

Diese Redakteure waren früher die Aushängeschilder etablierter Tageszeitungen mit einer Auflage in Millionenhöhe. Seit dem Amtsantritt Putins im Frühjahr 2000 wurden aber Medien unter Druck gesetzt, weil sie durch kritische Distanz zur Regierung und eine kritische Berichterstattung über das Kriegsgeschehen in Tschetschenien aufgefallen waren. Einige der dort tätigen Journalisten kündigten und arbeiteten danach bei der Nowaja gaseta. Zudem stützt sich die Redaktion auch auf ein dichtes Netz von Korrespondenten in der Russischen Föderation und anderen Nachfolgestaaten der UdSSR. Diese bleiben aus Sicherheitsgründen manchmal anonym. Es wird vermutet, dass hohe Beamte der Präsidialadministration und Regierungsmitglieder mitunter die Nowaja gaseta mit Informationen versorgen.

## Finanzierung, Auflage und Reichweite
Bis 1999 erschien die Nowaja gaseta in der Russischen Föderation in einer Auflage von 400.000 Exemplaren. Seither ist die Auflage im eigenen Land gesunken, bis 2005 aber insgesamt auf 600.000 Exemplare (ohne Internet-Ausgabe) gestiegen. Da die Nowaja kein Geld für ihre Artikel im Internet verlangt, setzt die Zeitung auf Leserspenden.
- Stand 2005: 429.000 Exemplare (Regionalausgaben) in mehreren russischen Städten sowie in Kasachstan und Israel[26]
- Stand 2005: Unbekannte Anzahl Exemplare seit Oktober 2005 als Beilage der russischsprachigen Zeitung Lugantschane in der Ukraine[25]
- Stand 2005: 54.000 Exemplare seit September 2005 der Monatsausgabe der Nowaja gaseta in Farbe
- Stand 2007: 171.000 Exemplare in der Russischen Föderation[27][23]
- Stand 2007: 10.000 Exemplare seit dem 7. August 2007 der wöchentlichen russischsprachige Europaausgabe[28]
- Stand 2008: 70.000 Leser täglich seit 1996 von der Nowaja gaseta-Website[23]
- Stand 2021: 90.000 Exemplare je Auflage bzw. 270.000 Exemplare pro Woche (drei Auflagen) und monatlich 17 Millionen Zugriffe auf die Website.[15]

Stand 2021 bringen die Printausgaben keine Einnahmen. Doch weil die Zeitung auch in russischen Gefängnissen gelesen wird und Häftlinge, vor allem politische Gefangene die Zeitung nicht lesen, wenn sie ins Internet gehen, wurde die Printausgabe Stand Dezember 2021 nicht eingestampft. Zwei Printausgaben werden der russischen Präsidialverwaltung zugeschickt.
Am 5. September 2022 entzog ein Gericht in Moskau der Nowaja gaseta die Drucklizenz. Der Entzug erfolgte auf Antrag der Medienaufsichtsbehörde Roskomnadsor. Muratow bezeichnete den Lizenzentzug als „Scheinurteil auf politische Bestellung“. Er kündigte an, Berufung einzulegen.

## Gewalt und Drohung gegenNowaja-Gaseta-Journalisten
Die Mitarbeiter der kleinen Redaktion wurden wiederholt Opfer von Gewalt durch unbekannte Täter. Acht Journalisten der Zeitung wurden seit Mai 2000 schwer verletzt oder umgebracht.
Ermordete Nowaja-gaseta-Mitarbeiter:
- Igor Domnikow: Der Spezialist für Korruptionsfälle in der Ölindustrie wurde am 12. Mai 2000 von bislang unbekannten Tätern vor dem Eingang seines Wohnhauses mit einem Hammer niedergeschlagen und bewusstlos in einer Blutlache liegengelassen. Domnikow starb am 16. Juli, ohne das Bewusstsein wiedererlangt zu haben. Sowohl die Polizei als auch Domnikows Kollegen sind sich sicher, dass der Anschlag mit seiner beruflichen Tätigkeit im Zusammenhang steht.[31]
- Juri Schtschekotschichin: Der stellvertretende Chefredakteur wurde während Recherchen über die Verbindung von Steuerbetrügern und dem Inlandsgeheimdienst FSB am 21. Juni 2003 in lebensbedrohlichem Zustand ins Moskauer Zentralkrankenhaus eingeliefert. In der Nacht des 3. Juli starb er. Die offizielle Todesursache war eine heftige allergische Reaktion – obwohl er nie an einer Allergie gelitten hatte. Die Ergebnisse der Autopsie wurden den Angehörigen nie mitgeteilt.[31]

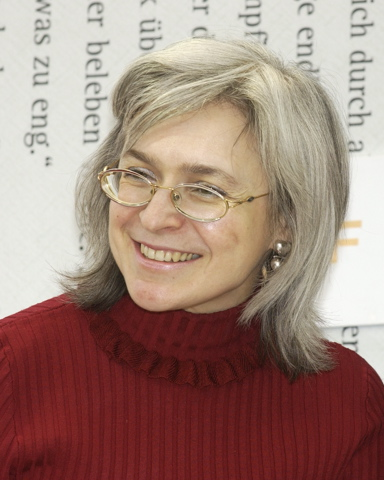
Anna Politkowskaja (2005)

- Anna Politkowskaja: Die Journalistin hatte während des Tschetschenien-Krieges Verbrechen der russischen Armee und der mit ihr verbündeten paramilitärischen tschetschenischen Gruppen aufgedeckt. Am 7. Oktober 2006 wurde Politkowskaja vor ihrem Wohnhaus in Moskau mit mehreren Schüssen ermordet. Der unmaskierte Täter wurde von einer Überwachungskamera gefilmt und identifiziert, aber von der Polizei nie gefasst. Der Verlag setzte 25 Millionen Rubel (930.000 Dollar) für Hinweise auf die Mörder von Politkowskaja aus und versprach: „So lange es ‚Nowaja gaseta‘ gibt, werden ihre Killer nicht ruhig schlafen.“[31]
- Anastassija Baburowa: Die freie Mitarbeiterin wurde am 19. Januar 2009 nach dem Besuch einer Pressekonferenz zusammen mit dem Menschenrechtsanwalt Stanislaw Markelow in Moskau auf offener Straße erschossen.[32]
- Natalja Estemirowa: Die Journalistin war für die Menschenrechtsorganisation Memorial in Tschetschenien tätig und schrieb auch gelegentlich Artikel für die Nowaja gaseta. Sie wurde am 15. Juli 2009 entführt und am selben Tag erschossen aufgefunden.

Verletzte Nowaja-Gaseta-Mitarbeiter:
- Oleg Lurje: Der Sonderkorrespondent der „Abteilung Aufklärung und Recherche“ und Autor zahlreicher Artikel über Korruption von hochgestellten Staatsdienern wurde am 16. Dezember 2000 von zwei Unbekannten zusammengeschlagen. Die Täter nahmen ihm weder Geld noch Wertsachen ab.[31]
- Sergej Solowkin: Der Südrussland-Korrespondent wurde am 12. März 2002 in Sotschi am Schwarzen Meer vor seinem Haus überfallen. Der Täter gab zwei Schüsse ab, verfehlte ihn aber. Solowkin erwiderte das Feuer mit seiner eigenen Pistole, die er als ehemaliger Kriminalkommissar legal besaß. Nach dem Mordanschlag verließ Solowkin Russland und zog nach Deutschland.[33]
- Michail Komarow: Der stellvertretende Chefredakteur der Außenredaktion in Rjasan wurde am 3. November 2003 von zwei Männern vor dem Eingang seines Hauses überfallen und zusammengeschlagen. Die Täter nahmen kein Eigentum des Opfers an sich. Komarow wurde schwer verletzt ins Krankenhaus gebracht.[31]

Reporter der Nowaja gaseta sind regelmäßig Drohungen ausgesetzt. Den Recherchen der Journalistin Elena Milaschina und ihrer Kollegen zufolge wurden in Tschetschenien im Februar und März 2017 mehr als 100 Menschen als mutmaßliche Homosexuelle festgenommen und in Geheimgefängnissen untergebracht und gefoltert. Mindestens drei Menschen sollen ermordet worden sein. Nach der Veröffentlichung des Berichts bezeichnete Adam Schahidow, ein Berater des tschetschenischen Präsidenten Ramsan Kadyrow, die Journalisten der Nowaja gaseta als „Feinde unseres Glaubens und unseres Vaterlands“. Den Journalisten wurde Vergeltung angedroht und der tschetschenische Mufti Salah Meschijew sagte, die „Rache Gottes“ werde die Reporter treffen.
Im Oktober 2018 veröffentlichte der Nowaja-Gaseta-Journalist Denis Korotkow einen Artikel über die Tätigkeit von Jewgeni Prigoschin. Der Artikel basierte auf Interviews mit einem ehemaligen Mitarbeiter Prigoschins, der sagte, dass er auf Befehl mehrere Angriffe gegen Prigoschins Gegner und einen Mord an einem oppositionellen Blogger in Nordwestrussland organisiert habe. Außerdem seien Mitarbeiter Prigoschins aus der Gruppe Wagner nach Syrien gereist, wo sie ein unbekanntes Gift an syrischen Zivilpersonen getestet hätten, die sich weigerten, für Baschar al-Assad zu kämpfen. Der von Korotkow interviewte Mann sei verschwunden. Unbekannte schickten den abgesägten Kopf einer Ziege ins Büro der Zeitung mit der Nachricht „Für den Chefredakteur der Nowaja gaseta – Mit Grüßen an Sie und Korotkow“. Vor der Wohnung Korotkows wurde ein Trauerkranz abgelegt, auf dem „Vaterlandsverräter“ stand.
Im März 2021 wurde die Nowaja-Gaseta Ziel eines Gasanschlags, bei dem niemand verletzt wurde.

## Staatliche Schikanen gegenüber dem Verlag und dessen Journalisten
Die Kommentare und Analysen, vor allem die brisanten Enthüllungsgeschichten der Nowaja gaseta, sorgen immer wieder für Unmut bei Staatsverwaltung und Regierung. Deshalb ist die Nowaja gaseta permanentem Druck von Seiten der russischen Behörden ausgesetzt. Ihre Rechtsanwälte sind jährlich mit 20 bis 30 Klagen gegen die Zeitung in der Höhe von mehreren Millionen Dollar beschäftigt. Die Nowaja gaseta hat aber bisher keinen Prozess verloren. Immer wieder kommt es zu „dringenden Kontrollen“ durch die russischen Finanzbehörden oder auch die Brandschutzbehörden, bei denen die Redaktionsarbeit gestört wird. Die Medienaufsicht Roskomnadzor kann Medien schließen, die innerhalb eines Jahres zwei Verstöße gegen Gesetze begehen; von zwei Meldungen innerhalb eines Jahres betraf die zweite im Juli 2015 ein Schimpfwort in einem literarischen Text. Das Fluchen ist in Russland seit 2014 verboten, beim Inkrafttreten des Gesetzes wurde vielfach geäußert, dass es gegen regierungskritische Äußerungen eingesetzt werden würde.
Tatsächliche oder potenzielle Anzeigenkunden wurden unter Druck gesetzt, ihr Engagement zu beenden. Die Deutsche Welle berichtete, dass einem multinationalen Konzern gedroht wurde, besser auf Anzeigen in der Zeitung zu verzichten. Der Konzern zahlte dann die für den Anzeigenauftrag vereinbarte Summe – bestand aber darauf, dass die Annonce nicht in der Zeitung veröffentlicht wurde.
Am 11. November 2007 erklärte die Lokalredaktion in Samara die Einstellung der örtlichen Ausgabe der Nowaja gaseta. Hintergrund war die Beschlagnahme der gesamten Bürotechnik durch staatliche Organe. Der Redaktion wurde vorgeworfen, auf ihren Computern Software ohne Lizenz verwendet zu haben. Vertreter der Nowaja gaseta sahen in den polizeilichen Maßnahmen jedoch den Versuch der Staatsmacht, im Vorfeld der Wahlen die Arbeit der Zeitung in Samara zu unterbinden.
Im Herbst 2014 erhielt die Zeitung eine Warnung der Aufsichtsbehörde wegen „extremistischer Aktivität“. Die Kontrolleure hatten im Text von „Wenn wir nicht der Westen sind, wer sind wir dann?“ von Julia Latynina Extremismus gesehen. Der Artikel zu einigen wenig schmeichelhaften Charakteristika Russlands zur in Staatsmedien beworbenen „Rückkehr zu der großen russischen Kultur“ endete mit den Worten: „Alle erfolgreichen Zivilisationen gingen durch Brutalität und Barbarei. Aber jeder erfolgreichen Zivilisation käme es nicht in den Sinn, Bestialität als Normalfall anzusehen. Dies kommt nur dem Faschismus in den Sinn.“
Im Juli 2015 erhielt die Zeitung eine zweite Warnung. Sie kann damit jederzeit von Amtes wegen geschlossen werden. Grund war ein Verstoß gegen das Verbot des öffentlichen Fluchens.
Im April 2021 beschlagnahmte die russische Polizei nach einer Hausdurchsuchung Computer, Telefone und Dokumente von dem Journalisten Roman Anin der Nowaja gaseta. Der Reporter hatte zuvor sowohl kritisch über Igor Setschin als auch kritisch über Wladimir Putins Töchter und Schwiegersohn berichtet.

## Reduktion der Papierausgabe
Am 12. März 2015 äußerte Chefredakteur Muratow in einem Interview, dass die Einstellung der Papierausgabe nach dem 9. Mai wahrscheinlich sei, da der Hauptaktionär seine Zahlungen eingestellt habe und es praktisch keine Anzeigenkunden gebe. Die Nowaja gaseta könne nicht mit vom Staat subventionierten Medien konkurrieren.
Die Zeitung erschien zu Beginn des Jahres 2019 noch zweimal wöchentlich. Das Internet-Angebot wurde ganz bewusst barrierefrei angeboten, damit die Recherchen auch in entlegenen Gebieten mit kaum für Information zahlenden Lesern zugänglich bleiben.

## Weitere Erschwernisse während des russischen Angriffskriegs gegen die Ukraine 2022, Lizenzentzug
Durch ein im Zuge des russischen Überfalls auf die Ukraine am 4. März 2022 in Kraft getretenes Gesetz gegen „Falschaussagen über das russische Militär“ ist die Pressefreiheit noch stärker eingeschränkt als zuvor. Es enthält Gummiparagraphen und droht Haftstrafen von bis zu 15 Jahren an. Kirill Martynow, stellvertretender Chefredakteur der Nowaja gaseta, schilderte im Tagesspiegel-Interview die daraus resultierende Lage für regierungskritische Journalisten. Man habe das Gefühl, dass nicht mehr viel Zeit bleibe, um frei zu berichten. Martynow assoziiert Russland derzeit mit einer „erblindeten Gesellschaft“: Die allermeisten Russen hätten keine Informationen über das Geschehen in der Ukraine und wüssten nicht einmal, was in ihrer eigenen Heimat passiert.
Als sehr wichtiges Ereignis betrachtet Martynow die Aktion der Journalistin Marina Owsjannikowa in der beliebtesten Nachrichtensendung des russischen Fernsehens, die am 14. März 2022 live ein Protestplakat gegen den Krieg präsentiert hatte. Die von der Staatspropaganda errichtete „Mauer um die Realität“ sei für ein paar Sekunden durchbrochen worden, ein Beispiel dafür, dass diese Propaganda nicht mehr perfekt funktioniere. Danach wurde Owsjannikowas Aktion auch auf der Titelseite der Nowaja gaseta gezeigt, aus Gründen des Eigenschutzes allerdings verpixelt in Bezug auf die verbotene Kriegsvokabel.
Man habe noch viele Redaktionsmitglieder in Russland, so Martynow, sei aber in der Arbeit eingeschränkt, weil Journalisten und ihre Familienmitglieder vom Staat jederzeit als Geiseln genommen werden könnten. Das sei sein größtes Problem, führte Martynow aus: „Wir können viele Leute umsiedeln, aber die Journalisten, die noch in Russland sind und dort Familie haben, kann ich nicht schützen.“ Man versuche, Lücken in Pressegesetzen und -zensur gezielt für die eigene Berichterstattung zu nutzen und verzeichne eine Vielzahl neuer Abonnenten und Spender. Fünf Millionen Klicks täglich deuten für Martynow auf „ein riesiges Interesse an verlässlichen Informationen über den Krieg und die russische Wirtschaft.“
Am 28. März 2022 stellte die Nowaja gaseta ihr Erscheinen vorläufig ein. Diese Entscheidung gelte bis zum Ende der „Spezialoperation auf dem Gebiet der Ukraine“ hieß es in einer Internetmitteilung der Zeitung. Die Redaktion begründete ihre Entscheidung damit, dass die Zeitung bereits zweimal – am 22. und am 28. März 2022 – durch die Medienaufsichtsbehörde Roskomnadsor verwarnt worden sei. Die Verwarnungen hatte die Zeitung erhalten, weil sie es versäumt habe, bei der Erwähnung von Organisationen, wie offiziell vorgeschrieben, den Zusatz „ausländischer Agent“ hinzuzufügen. Bei zwei solchen Verwarnungen innerhalb eines Jahres droht der Entzug der Lizenz als Presseorgan.
Vor der Einstellung verzeichnete das Onlineangebot täglich bis zu drei Millionen Leser aus Russland.
Von den 55 Mitarbeitern der Nowaja gaseta gingen 30 ins Ausland, Kirill Martynow beschrieb die willkürlichen Kontrollen auf den Straßen Moskaus „als ob plötzlich eine fremde Armee die Stadt kontrollierte“. Die in Russland Verbliebenen arbeiten teils ebenfalls für Nowaja gaseta Europa, „gleichsam aus dem Untergrund“, ständig in Gefahr, in die Fänge der Polizei zu geraten. Zudem würden sie erpresst, da im Gesetz über „ausländische Agenten“ in Russland die Sippenhaft eingeschlossen ist und auch gegen Freunde und Verwandte ermittelt wird.
Nachdem die Zeitung in einer Printausgabe auf ihre neue Internetseite hinwies, wurde der Zugang zu jener Webseite für Internetnutzer in Russland durch staatliche Stellen blockiert bzw. erschwert.
Am 5. September 2022 entzog ein Gericht in Moskau der Nowaja gaseta die Drucklizenz. Der Entzug erfolgte auf Antrag der Medienaufsichtsbehörde Roskomnadsor. Muratow bezeichnete den Lizenzentzug als „Scheinurteil auf politische Bestellung“. Er kündigte an, Berufung einzulegen.

## Auszeichnungen

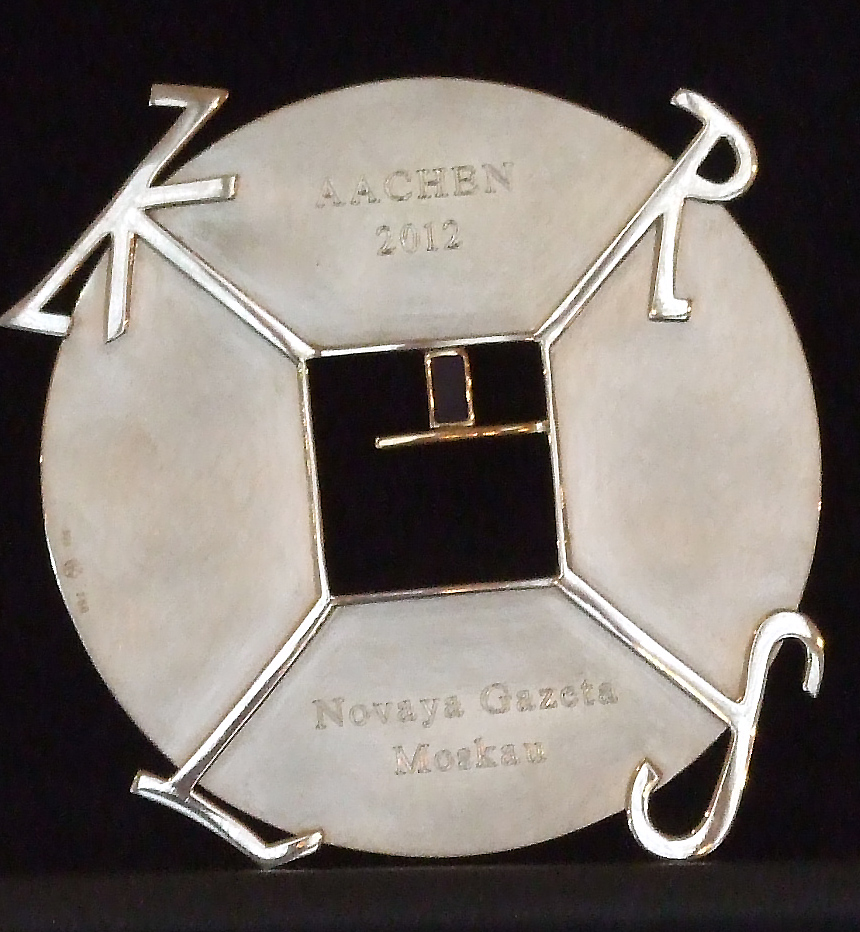
Karlsmedaille für europäische Medien

- Am 12. Dezember 2006 verlieh die Medienorganisation Reporter ohne Grenzen (ROG) der Nowaja gaseta für ihren besonderen Einsatz für die Presse- und Meinungsfreiheit den „ROG-Menschenrechtspreis“.[54]
- Am 11. Mai 2007 wurde die Nowaja gaseta für ihre Verdienste um die Pressefreiheit mit dem renommierten Henri-Nannen-Preis 2007 ausgezeichnet.[23]
- Im Jahre 2010 wurde der Four Freedoms Award in der Kategorie Meinungsfreiheit an die Nowaja gaseta verliehen.[55]
- Im Jahre 2010 würdigte das Lew-Kopelew-Forum in Köln die Redaktion der Zeitung durch Verleihung des Lew-Kopelew-Preises für Frieden und Menschenrechte, weil das Blatt für unabhängigen, aufklärerischen, mutigen und unbeirrbaren Journalismus stehe.[56]
- Am 14. Mai 2011 wurde die Zeitung und ihr Chefredakteur mit dem Preis „Das unerschrockene Wort“ des Bundes der Lutherstädte ausgezeichnet.[57]
- 2012 erhielt die Nowaja gaseta die Karlsmedaille für europäische Medien.[58]
- Im Jahr 2021 wurde Chefredakteur und Mitbegründer Dmitri Muratow gemeinsam mit der philippinischen Journalistin Maria Ressa der Friedensnobelpreis zuerkannt.[59][60]

## Dokumentarfilm
- Askold Kurow: Novaya. 2019, 75 min.[61][62]